# Grantley Herbert Adams
Pour les articles homonymes, voir Adams.
Grantley Herbert Adams (12 avril 1898, Saint Michael - 28 novembre 1971, Saint Michael) est un homme politique barbadien. Fondateur du Parti travailliste de la Barbade, il fut chef du gouvernement de la Barbade de 1953 à 1958 et chef du gouvernement des Indes occidentales de 1958 à 1962.

## Biographie
Grantley Herbert Adams est né à Government Hill (Paroisse de Saint Michael) le 12 avril 1898 d'un père instituteur et d'une mère au foyer. Il suit sa scolarité dans des établissements de son pays avant de partir en Angleterre suivre des études de droit à l'Université d'Oxford à partir de 1919 grâce à une bourse du gouvernement. Pendant ses études, il rencontre de nombreux intellectuels venant de l'Empire colonial britannique et adhère au Parti libéral.
Il retourne en 1925 à la Barbade et entame une carrière de juriste et de journaliste. En parallèle il est aussi un excellent joueur de cricket qui représente son pays face au Guyana lors d'un tournoi intercolonial en 1925 et il fonde, avec d'autres, la Barbados Cricket Association (en) en 1933. Il travaille pour l'Agricultural Reporter, le journal des grands propriétaires blancs de la Barbade, mais malgré cela soutient les mesures en faveur d'une meilleure éducation et pour l'organisation de syndicats de travailleurs.
En 1934, il est élu à la Chambre des représentants de Barbade où il s'impose rapidement comme un orateur redoutable au service d'une politique de réformes sociales en faveur des travailleurs. Il est réélu en 1935 et 1936. En 1937, après une importante grève des ouvriers qui pousse les autorités coloniales britanniques à expulser le leader des grévistes, Clement Payne, il défend le maintien de ce dernier à la Barbade et part à Londres pour demander la mise en place de réformes en faveur des travailleurs pour éviter de nouvelles révoltes. C'est aussi pour lui une façon de s'opposer aux garveyistes, partisans d'un nationalisme noir radical.
En octobre 1938, il fonde la Barbados Progressive League pour faire entendre la voix des travailleurs, puis en 1941, la ligue est divisée en deux branches, l'une politique, le Parti travailliste de la Barbade (BLP), l'autre syndicale, l'Union des travailleurs de La Barbade, dont Adams prend la présidence jusqu'en 1954. Le principal objectif d'Adams est alors d'obtenir le suffrage universel. En 1942, le gouverneur Grattan Bushe (en) nomme Adams au Comité exécutif de la colonie.
En 1943, un premier élargissement du suffrage est fait, mais c'est seulement en 1950 que le suffrage universel est garanti par la loi. Le Parti travailliste de la Barbade devient le premier parti de l'île en remportant les élections de 1946 (en). Adams forme alors une coalition avec le Parti du Congrès des Indes occidentales (en) et deivent le chef du gouvernement de l'île. En 1948, le BLP remporte de nouveau les élections et Adams devient officiellement Ministre en Chef. En 1950, il fait passer le Representation of People Act qui assure définitivement le suffrage universel sur l'île Lors des élections de 1951 (en) le BLP remporte quinze députés sur vingt-quatre.
En 1954, une première forme d'autonomie est accordée par le gouvernement britannique et Grantley Adams devient le Premier of Barbados. Il doit cependant affronter l'opposition interne menée par Errol Barrow qui quitte le BLP en 1955 pour fonder le Parti travailliste démocrate et dénonce la soumission d'Adams à la puissance coloniale britannique et à l'idée de la Fédération des Indes occidentales au détriment des intérêts barbadiens. Lors des élections de 1956 (en), le BLP remporte quinze sièges sur vingt-quatre et Adams reste le chef du gouvernement.
Il démissionne en 1958 pour devenir chef du gouvernement de la Fédération des Indes occidentales. Il essaye de faire vivre la fédération, mais ne parvient à mettre d'accord les deux principales îles, la Jamaïque et Trinité-et-Tobago. Après l'effondrement de la Fédération en 1962, il revient vers la politique barbadienne. En 1966, il est réélu lors des élections (en) suivant l'indépendance de Barbade et devient chef de l'opposition jusqu'en octobre 1970 où des ennuis de santé l'obligent à démissionner. Il meurt le 28 novembre 1971 et il est enterré dans la Cathédrale Saint-Michel-et-Tous-les-Anges de Bridgetown.
En 1976, l'aéroport de Bridgetown est rebaptisé Aéroport international Grantley-Adams en son honneur. Son fils unique, Tom Adams fut Premier Ministre de Barbade de 1976 à 1985. En avril 1998, Grantley Adams est fait Héros national de la Barbade.

## Distinctions
- Knight Bachelor